# North Fork (Nevada)
North Fork es un área no incorporada ubicada en el condado de Elko en el estado estadounidense de Nevada.

## Geografía
North Fork se encuentra ubicado en las coordenadas 41°28′57″N 115°49′0″O / 41.48250, -115.81667.